# Henning Smith

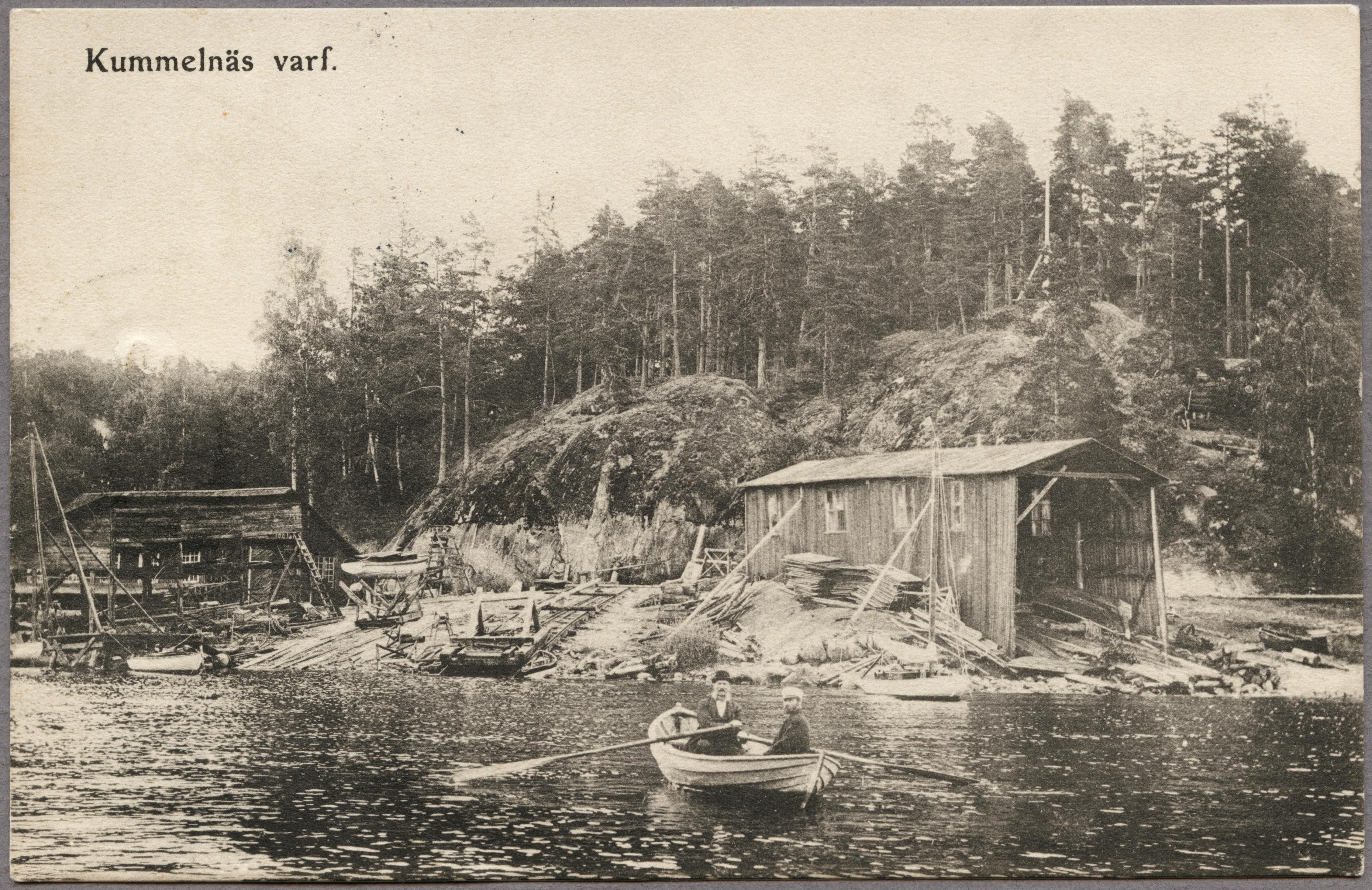
Kummelnäs båtvarv, 1910

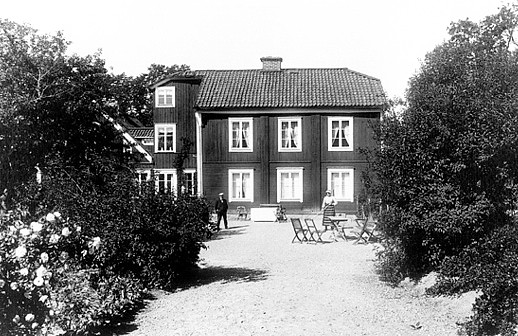
Kummelnäs gårds huvudbyggnad 1889

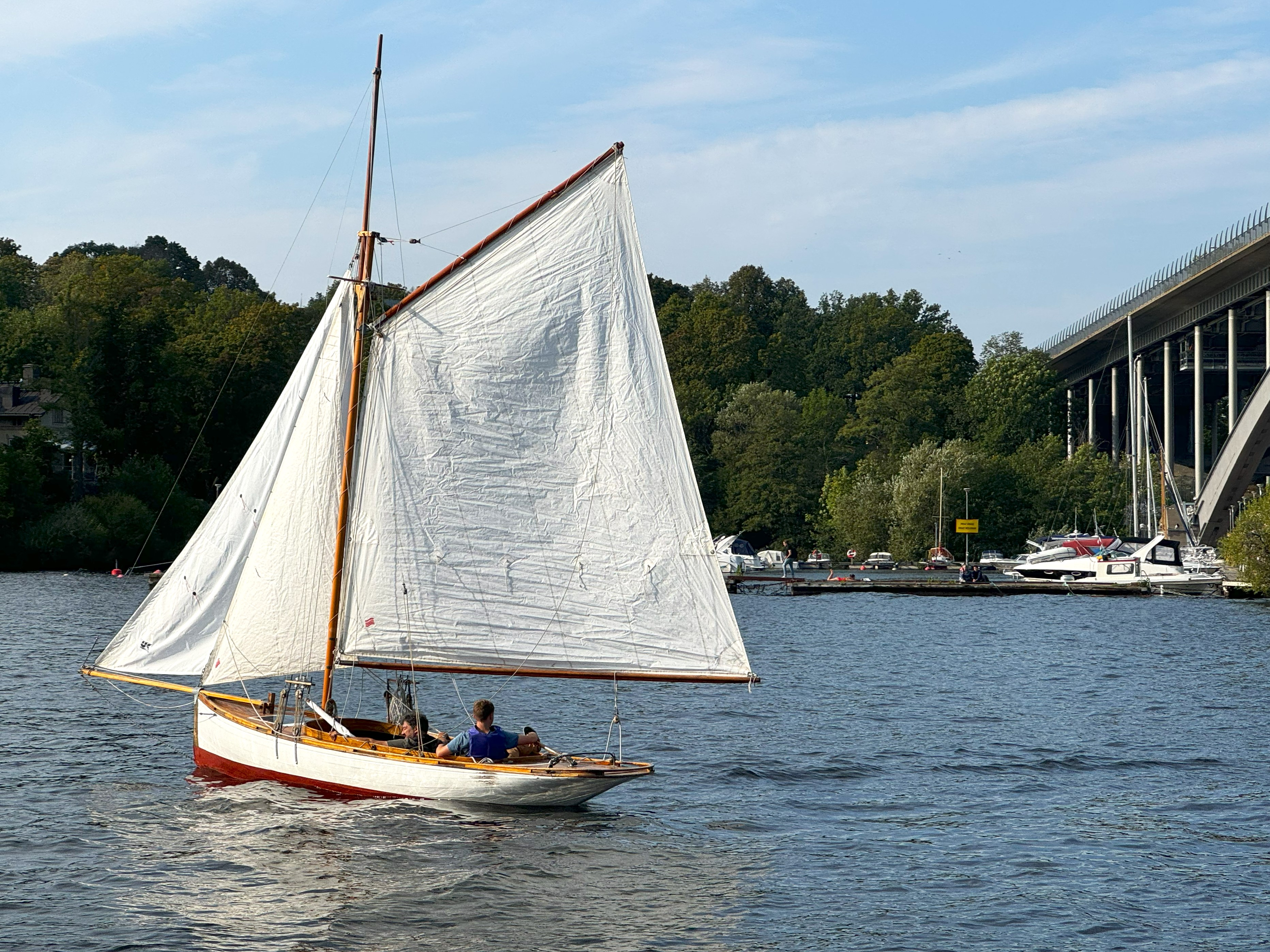
S/Y Edda, ritad av Henning Smith och byggd på Kummelnäs båtvarv 1886, vid Västerbron i Stockholm, 2024

Karl Henning Smith, född 4 maj 1850, död 4 oktober 1923, var en svensk civilingenjör, varvsägare och konstruktör av segelbåtar.
Henning Smith var son till August Fredrik Smith (1806-1851) och Carolina Charlotta Smith (1812-1889). August Smith ledde från 1827 den från Gripsholm flyttade driften av Carl Palmstedts ättiksfabrik på Kummelnäs gård i nuvarande Nacka kommun, som han blev delägare i. August Smith övertog Kummelnäs gård 1838. Charlotta Smith ärvde gården efter honom 1851. Henning Smith sålde sedermera gården 1907.
Henning Smith grundade 1877 Kummelnäs båtvarv vid Lövbergaviken, viken närmast Kummelnäsviken, som byggde segelyachter och småbåtar. Han konstruerade själv segelyachter, bland annat den 1886 byggda S/Y Edda.
Han drev varvet till sin död 1923.